# Orde van de Bouw van het Socialistisch Vaderland
De Orde van de Bouw van het Socialistisch Vaderland, (Tsjechisch: Řád budování socialistické vlasti), werd in 1953 ingesteld door de regering van Tsjecho-Slowakije. De orde was een navolging van de oudere Russische onderscheiding van Held van de Socialistische Arbeid. De orde werd na de dood van de Stalinistische Tsjecho-Slowaakse dictator Klement Gottwald gereorganiseerd en kreeg de naam "Orde van Klement Gottwald". Deze orde werd na het opheffen van Tsjecho-Slowakije in 1990 opgeheven. Men mag haar nog wel dragen.
Het lint van de orde is rood-donkerrood-rood.